# 自然公園法
自然公園法（しぜんこうえんほう、昭和32年6月1日法律第161号）は、優れた自然の風景地を保護するとともに、その利用の増進を図ることにより、国民の保健、休養および教化に資するとともに、生物の多様性の確保に寄与すること（第1条）に関する法律である。
国立公園、国定公園および都道府県立自然公園からなる自然公園を指定し、自然環境の保護と、快適な利用を推進する。
1957年（昭和32年）6月1日に公布された。2010年（平成22年）4月1日、「自然公園法及び自然環境保全法の一部を改正する法律（平成21年法律第47号）」の施行によって、国立公園および国定公園内における生態系維持回復事業に関する規定が加えられ、また「海中公園」が「海域公園」に改められた。

## 内容
自然公園は、環境大臣が指定する国立公園・国定公園、都道府県知事が指定する都道府県立自然公園があり、いずれも自然環境の保護と快適で適正な利用が推進されている。土地の権原に関わらず地域が指定されているため、公有地のほか、民有地が含まれている。
国立公園は環境省が管理し、国定公園・都道府県立自然公園は都道府県が管理する。
2017年（平成29年）3月時点で、国立公園は34箇所、国定公園は56箇所、都道府県立自然公園は311箇所指定されており、面積の合計は、日本の国土の約14%を占める。
なお、都市公園法に基づき、都道府県、市町村が設置するものは都市公園（国が設置するものは国営公園など）と呼ぶ。

## 制定の背景
自然公園法の前身は、1931年（昭和6年）に制定された国立公園法である。この法律によって、一定の条件を満たす地域を公園として指定し、利用の制限を行った。
国立公園法によって、国立公園は19箇所、国定公園は16箇所の地域が指定された。
国立公園法では、都道府県立自然公園は、国立公園・国定公園と目的が同じであるにもかかわらず、法律上の根拠が曖昧であったこと、また、国立公園に関する開発制限の規定も実効性の乏しいものであったことから、1957年（昭和32年）に新たに自然公園法が制定され、国立公園法は廃止された。

## 自然公園の保護と利用
自然公園の指定地域では、開発を全面的に禁止してはいない。国有地、公有地のほか、民有地も含まれるため、農業や林業、その他の産業活動を行なうことも一定の条件下で許容している。

### 公園計画策定
自然公園では、地域の自然環境の実情に応じて、どのような保護や利用を行うか計画するため、「公園計画」を策定している。この公園計画では、保護や利用などについて、以下のような地区を設定し、管理を行っている。
特別地域
公園の風致を維持するための地域。用途に応じて、第一種から第三種まで区別がある。以下の行為には、許可が必要となる。
工作物の新築・改築、樹木の伐採、鉱物の採取、河川・湖沼の取水・排水、広告の掲示、土地の埋立・開墾、動植物の捕獲・採取、本来の生息地でない動物の放鳥獣、本来の生育地でない植物の植栽、施設の塗装色彩の変更、指定区域内への立入、指定区域内での車の使用など
第一種特別地域
特別保護地区に準ずる景観を有し、特別地域のうちでは風致を維持する必要性が最も高い地域であって、現在の景観を極力保護することが必要な地域
第二種特別地域
特に農林漁業活動については努めて調整を図ることが必要な地域
第三種特別地域
特に通常の農林漁業活動については原則として風致の維持に影響を及ぼすおそれが少ない地域
特別保護地区
特別地域の内、特に重要な地区。以下の行為には、許可が必要となる。
特別地域で許可を要する行為、樹木の損傷、動物の放鳥獣（家畜の放牧を含む）、植物の植栽・播種、物の集積・貯蔵、たき火
海域公園地区
海域の景観を維持するための地区。1970年（昭和45年）の改正で、「海中公園地区」として設定された。以下の行為には、許可が必要となる。
工作物の新築・改築、鉱物の採取、広告の掲示、動植物の採取、埋立・干拓、海底の形状の変更、物の繋留、排水、環境大臣が指定する区域・期間内の動力船の使用
普通地域
特別地域や海域公園地区に指定されていない自然公園の地域。以下の行為には、届出が必要となる。
工作物の新築・改築、特別地域の河川・湖沼へ影響を及ぼすこと、広告の掲示、水面の埋立・干拓、鉱物の掘採、土地や海底の形状の変更

## 構成
- 第1章 - 総則（第1条 - 第4条）
- 第2章 - 国立公園及び国定公園
  - 第1節 - 指定（第5条・第6条）
  - 第2節 - 公園計画（第7条・第8条）
  - 第3節 - 公園事業（第9条 - 第19条）
  - 第4節 - 保護及び利用（第20条 - 第37条）
  - 第5節 - 生態系維持回復事業（第38条 - 第42条）
  - 第6節 - 風景地保護協定（第43条 - 第48条）
  - 第7節 - 公園管理団体（第49条 - 第54条）
  - 第8節 - 費用（第55条 - 第61条）
  - 第9節 - 雑則（第62条 - 第71条）
- 第3章 - 都道府県立自然公園（第72条 - 第81条）
- 第4章 - 罰則（第82条 - 第90条）
- 附則

## 自然公園の日
同法の制定を記念し、法律が施行された7月21日を「自然公園の日」と定めている。

## 主務官庁
- 環境省